# St.-Katharinen-Kirche (Langenbernsdorf)

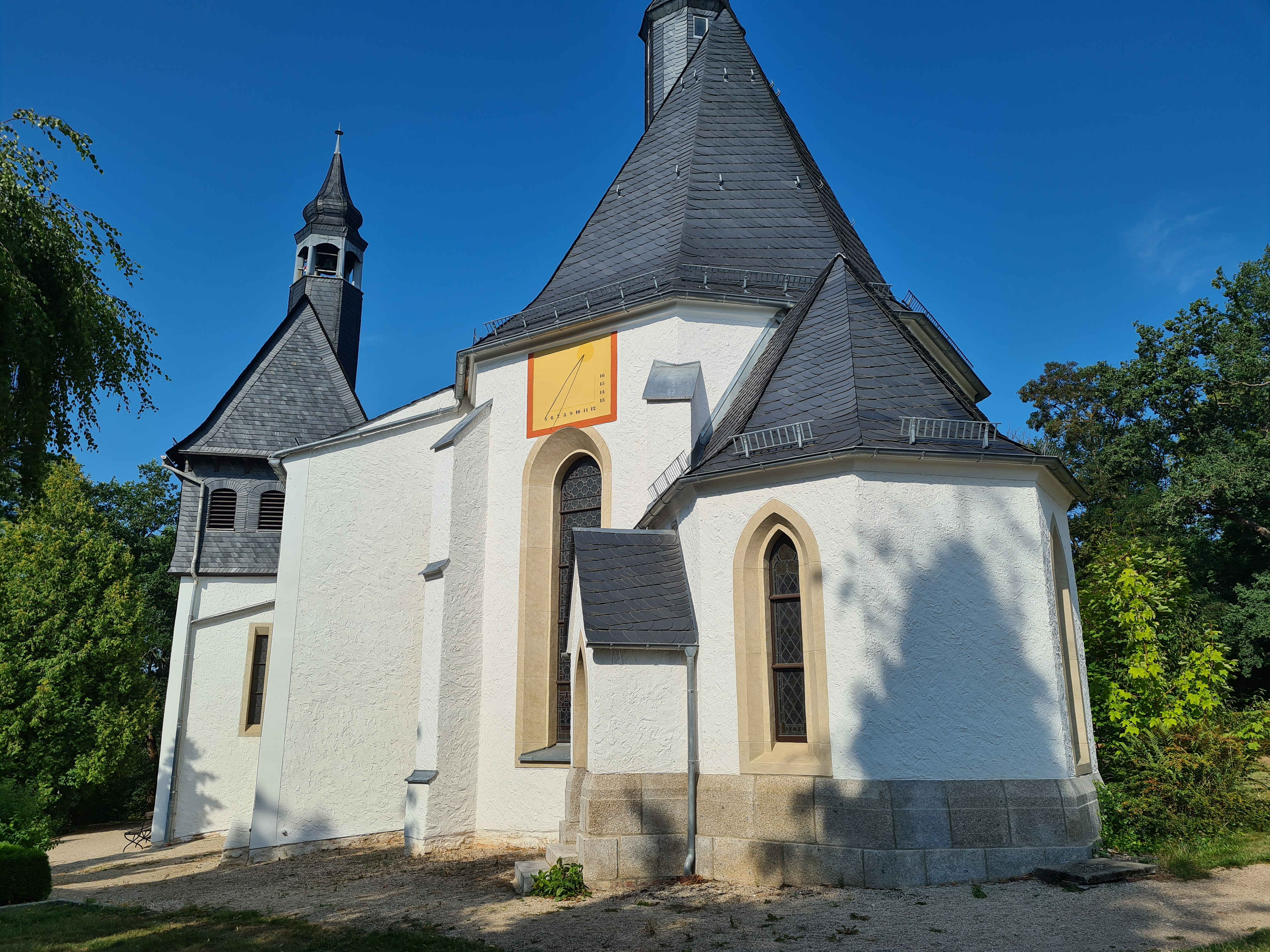
Kirche Langenbernsdorf, Ostansicht

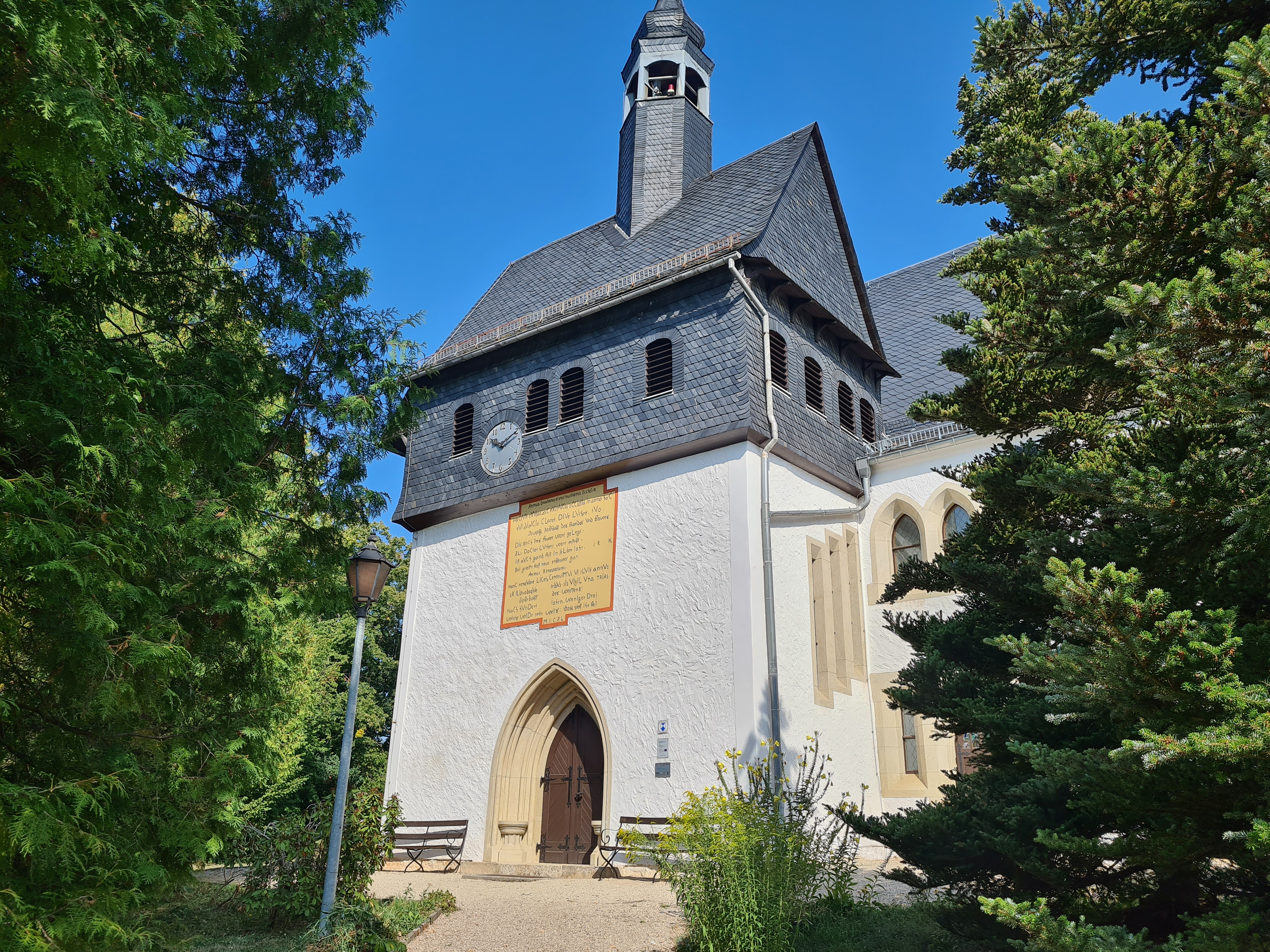
Südansicht

Die evangelische St.-Katharinen-Kirche ist eine gotische Saalkirche in Langenbernsdorf im Landkreis Zwickau in Sachsen. Sie gehört zur Kirchengemeinde Langenbernsdorf im Kirchenbezirk Zwickau der Evangelisch-Lutherischen Landeskirche Sachsens.

## Geschichte und Architektur
Die beachtenswerte gotische Kirche mit massigem Turm im Süden wurde 1517 erbaut, Veränderungen des Saales wurden nach einer Jahreszahl am Turm 1614 vorgenommen. Eine Erneuerung erfolgte im Jahr 1884 durch Oskar Mothes, Restaurierungen in den Jahren 1979 und 2018.
Das Bauwerk ist ein Putzbau, der am eingezogenen, dreiseitig geschlossenen Chor mit Strebepfeilern versehen ist; der Chor wird durch Spitzbogenfenster, der Saal durch Rundbogenfenster erhellt. Der Turm mit rechteckigem Grundriss ist mit verschiefertem Obergeschoss versehen und schließt mit einem Dachreiter mit Zwiebeldach; das Eingangsportal ist neugotisch gestaltet.
Das Innere zeigt eine ländliche frühbarocke Gestaltung. Das Bauwerk ist mit einer Felderdecke mit Rosetten und Knäufen abgeschlossen. Ein Triumphbogen vermittelt zum Chor, dessen Decke mit Rankenwerk und musizierenden Engeln bemalt ist. Der Raum ist an drei Seiten mit Emporen eingefasst, deren Brüstungsfelder mit Szenen aus dem Alten und Neuen Testament aus dem 17. Jahrhundert bemalt sind, mit teils künstlerisch wertvollen Darstellungen aus dem Leben Christi an der Südseite. Im Chor ist die Brüstung mit Beschlagwerk verziert und mit gemalten Evangelistendarstellungen versehen. Farbige Glasmalereien in den Fenstern aus der Zeit um 1900 von Adolf Stockinger zeigen die Anbetung der Hirten.

## Ausstattung
Das Hauptstück der Ausstattung ist ein Altar mii freistehenden Flügeln; die manieristisch-derb expressiven Gemälde mit der Einsetzung des Abendmahls in beiderlei Gestalt wurden nach einer Inschrift im Jahr 1590 von „Christof Leschka Müller von S. Annaperck“ geschaffen. In der Predella ist die Stifterfamilie dargestellt, in der Mitte befindet sich ein Abendmahlsgemälde, auf den Flügeln die Evangelisten.
Ein kleiner Schnitzaltar zeigt die Heilige Sippe und ist eine Zwickauer Arbeit aus der Zeit um 1515, mit Anna, Maria und dem Christuskind als Schnitzfiguren im Schrein und auf den Flügelinnenseiten; auf den Flügelaußenseiten ist eine fragmentarisch erhaltene Verkündigungsszene zu sehen.
Die frühbarocke polygonale Holzkanzel ist mit Beschlagwerk und bäuerlichen Evangelistenbildern verziert; die Sandsteintaufe in Kelchform stammt aus dem Jahr 1517. Ein lebensgroßes spätgotisches Kruzifix stammt aus der Zeit um 1500.
Die Orgel mit einem Prospekt im Stil des Frühbarocks ist ein Werk von Paul Schmeisser aus dem Jahr 1884 mit 15 Registern auf zwei Manualen und Pedal.